# Hell (álbum de Venom)
Hell es el décimo segundo álbum de estudio de la banda británica de metal extremo Venom, publicado el 9 de julio de 2008 por la discográfica Sanctuary Records.

## Detalles
Este álbum es el primero con el guitarrista Stuart "La Rage" Dixon y el último con el batería Anthony "Antton" Lant, que abandonó la banda en abril de 2009 para concentrarse en su proyecto Def Con One.
La edición especial europea en CD incluye las versiones en vivo de "Burn in Hell" e "In League with Satan" del tour escandinavo de 2007.

## Lista de canciones
| N.º | Título                    | Letras | Música         | Duración |  |
| 1.  | «Straight to Hell»        | Cronos | Cronos, Antton | 4:28     |  |
| 2.  | «The Power and the Glory» | Cronos | Cronos, Antton | 5:09     |  |
| 3.  | «Hand of God»             | Cronos | Cronos, Antton | 4:35     |  |
| 4.  | «Fall from Grace»         | Cronos | Cronos, Antton | 3:29     |  |
| 5.  | «Hell»                    | Cronos | Cronos, Antton | 5:08     |  |
| 6.  | «Evil Perfection»         | Cronos | Cronos, Antton | 3:36     |  |
| 7.  | «Stab You In the Back»    | Cronos | Cronos, Antton | 4:33     |  |
| 8.  | «Armageddon»              | Cronos | Cronos, Antton | 3:28     |  |
| 9.  | «Kill the Music»          | Cronos | Cronos, Antton | 3:15     |  |
| 10. | «Evilution Devilution»    | Cronos | Cronos, Antton | 4:29     |  |
| 11. | «Blood Sky»               | Cronos | Cronos, Antton | 5:13     |  |
| 12. | «USA for Satan»           | Cronos | Cronos, Antton | 4:51     |  |
| 13. | «Dirge / Awakening»       |        | Cronos, Antton | 3:30     |  |

## Créditos
- Cronos – bajo, voz
- La Rage – guitarra
- Antton – batería